# النموذج البيئي الاجتماعي
طُوّرت النماذج البيئية الاجتماعية لتعزيز فهم العلاقات الديناميكية بين مختلف العوامل الشخصية والبيئية. أُدخلت النماذج البيئية الاجتماعية على الدراسات الحضرية من قبل علماء الاجتماع المرتبطين بمدرسة شيكاغو بعد الحرب العالمية الأولى كرد فعل على النطاق الضيق لمعظم البحوث التي أجراها علماء النفس التنموي. تسدّ هذه النماذج الفجوة بين النظريات السلوكية التي تركز على السياقات الصغيرة والنظريات الأنثروبولوجية.
يطبِّق الإطار البيئي لتطور الإنسان الذي وضعه يوري برونفنبرنر نماذج بيئية اجتماعية على تطور الإنسان، إذ طُرح كنموذج مجرّد في السبعينيات من القرن العشرين، وأُضفي عليه الطابع الرسمي كنظرية في الثمانينيات، وراجعه برونفنبرنر باستمرار حتى وفاته في عام 2005. في نظريته الأولية، افترض برونفنبرنر أنه من أجل فهم تطور الإنسان، يجب مراعاة النظام البيئي بأكمله الذي يحدث فيه النمو. في المراجعات اللاحقة، أقرّ برونفنبرنر بعلاقة الجوانب البيولوجية والجينية للفرد في تطور الإنسان.
في صميم النموذج البيئي لبرونفنبرنر يوجد التركيب البيولوجي والنفسي للطفل، بناءً على تاريخ التطور الفردي والجيني. يواصل هذا التركيب التأثّر وتحدث عليه التعديلات عن طريق بيئة الطفل المادية والاجتماعية المباشرة (النظام المصغر) بالإضافة إلى التفاعلات بين الأنظمة داخل البيئة (الأنظمة المتوسطة). تؤثر الظروف الاجتماعية والسياسية والاقتصادية الأخرى الأوسع نطاقًا (النظام الخارجي) في بنية الأنظمة المصغرة وتوفّرها والطريقة التي تؤثر بها في الطفل. وأخيرًا، تتأثر الظروف الاجتماعية والسياسية والاقتصادية نفسها بالمعتقدات والمواقف العامة (الأنظمة الكبرى) المشتركة بين أفراد المجتمع.
بأبسط العبارات، نظرية الأنظمة هي الفكرة القائلة بأن شيئًا ما يؤثر في شيء آخر. الفكرة الأساسية وراء نظرية الأنظمة هي أن شيئًا ما يؤثر في حدث آخر وأن الوجود لا يحدث في فراغ وإنما بما يتعلق بالظروف المتغيرة. تكون الأنظمة ديناميكية وتحتفظ على نحو مناقض بسلامتها الخاصة بينما تتكيف مع التغيرات الحتمية التي تحدث حولها. يتأثر سلوكنا الفردي والجماعي بكل شيء من جيناتنا إلى البيئة السياسية. لا يمكن فهم تطورنا وسلوكنا بشكل كامل دون مراعاة جميع هذه العناصر. وبالفعل، هذا ما تصرّ بعض نظريات العمل الاجتماعي بأن نفعله إذا أردنا القيام بتدخلات فعالة. الفكرة وراء هذه النماذج هي أن كل شيء متصل، وكل شيء يمكن أن يؤثر في كل شيء آخر. تتكون الأنظمة المعقدة من عدة أجزاء. لا يمكن فهم الكل دون إدراك كيفية تفاعل الأجزاء المكوِّنة وتأثيرها فيما بينها وتغييرها لبعضها. عندما تتفاعل الأجزاء، فإنها تكوّن الشخصية وتمثّل الكل.

## من التفكير النظمي إلى النماذج البيئية الاجتماعية
يمكن تعريف النظام على أنه بنية محدودة نسبيًا تتكون من عناصر متفاعلة أو متداخلة أو مترابطة تشكّل الكلّ. يناقش التفكير النظمي أن الطريقة الوحيدة لفهم شيء أو حدث ما بالكامل تكون بفهم الأجزاء المتعلقة بالكل. بالتالي، يعدّ التفكير النظمي، الذي هو عملية فهم كيف تؤثر الأشياء في بعضها داخل الكلّ، أساسيًا للنماذج البيئية. بشكل عام، النظام عبارة عن مجتمع يقع داخل البيئة. ومن الأمثلة على الأنظمة: الأنظمة الصحية، والأنظمة التعليمية، والأنظمة الغذائية، والأنظمة الاقتصادية.
بالاعتماد على الأنظمة البيئية الطبيعية، التي تُعرَّف على أنها شبكة التفاعلات بين الكائنات الحية وبين الكائنات الحية وبيئتها، فإن علم البيئة الاجتماعي هو إطار أو مجموعة من المبادئ النظرية لفهم العلاقات الديناميكية بين مختلف العوامل الشخصية والبيئية. يولي علم البيئة الاجتماعي اهتمامًا صريحًا بالسياقات الاجتماعية والمؤسسية والثقافية للعلاقات بين الناس والبيئة. يؤكد هذا المنظور الأبعاد المتعددة (مثلًا: البيئة المادية، والبيئة الاجتماعية والثقافية، والصفات الشخصية)، والمستويات المتعددة (مثلًا: الأفراد، والمجموعات، والمنظمات)، وتعقيدات مواقف البشر (مثلًا: التأثير التراكمي للأحداث بمرور الوقت). يتضمن علم البيئة الاجتماعي أيضًا مفاهيم مثل الاعتماد المتبادل والتوازن من نظرية الأنظمة لوصف التفاعلات المتبادلة والديناميكية بين الأفراد والبيئة.
الأفراد هم العوامل الرئيسية في الأنظمة البيئية. من منظور بيئي، يكون الفرد عبارة عن مسلَّمة (كيان أساسي يؤخذ وجوده كأمر مسلَّم به) ووحدة قياس. باعتباره مسلَّمة، يحظى الفرد بخصائص عديدة. أولًا، يحتاج الفرد إلى الوصول إلى بيئة يعتمد عليها في المعرفة. ثانيًا، يكون الفرد مترابطًا مع البشر الآخرين؛ أي إنه دائمًا جزء من الآخرين ولا يمكنه أن يوجد بخلاف ذلك. ثالثًا، إنه محدد المدة، أو لديه دورة حياة محدودة. رابعًا، لديه ميل فطري للحفاظ على الحياة وتوسيعها. خامسًا، لديه القدرة على تغيير السلوك. وبالتالي، فإن النماذج البيئية الاجتماعية تنطبق على العمليات والظروف التي تحدد مسار تطور الإنسان مدى الحياة في البيئة الفعلية التي يعيش فيها البشر. يعدّ الإطار البيئي لتطور الإنسان الذي وضعه يوري برونفنبرنر النموذج البيئي الاجتماعي الأكثر شهرة واستخدامًا (يُطبَّق على تطور الإنسان). تنظر نظرية الأنظمة البيئية في تطور الطفل في سياق أنظمة العلاقة التي تشكل بيئته.

## الإطار البيئي لتطور الإنسان لبرونفنبرنر
قُدِّم الإطار البيئي لتطور الإنسان الذي وضعه برونفنبرنر لأول مرة في السبعينيات من القرن العشرين كنموذج مجرّد، وأصبح نموذجًا نظريًا في الثمانينيات. يمكن تحديد مرحلتين مميزتين للنظرية. وذكر برونفنبرنر أنه «من المفيد تمييز فترتين: الأولى تنتهي بنشر إيكولوجيا تطور الإنسان (1979)، والثانية تتميز بسلسلة من الأوراق البحثية التي وضعت النموذج الأصلي موضع تساؤل». أوضحت النظرية الأولية لبرونفنبرنر أهمية المكان لجوانب السياق، وفي المراجعة، شارك في النقد الذاتي للتقليل من أهمية الدور الذي يلعبه الشخص في تطوير شخصيته مع التركيز بشكل كبير على السياق. على الرغم من تنقيحها وتعديلها والتوسّع فيها، يبقى جوهر نظرية برونفنبرنر هو العلاقة المتبادلة بين البيئة والفرد.
يفحص النموذج البيئي لبرونفنبرنر تطور الإنسان من خلال دراسة كيف يهيّئ البشر البيئات المحددة التي يعيشون فيها. وبعبارة أخرى، يتطور البشر وفقًا لبيئتهم؛ يمكن أن تشمل البيئة المجتمع ككل والفترة التي يعيشون خلالها، والتي ستؤثر في سلوكهم وتطورهم. يرى هذا النموذج بين السلوك والتطور علاقةً تكافلية، ولهذا السبب يُعرف أيضًا باسم النموذج «البيئي الحيوي».

## نظرية الأنظمة البيئية
وضع برونفنبرنر نظرية الأنظمة البيئية لشرح كيف أن كل شيء في الطفل وفي بيئة الطفل يؤثر في كيفية نموه وتطوره. في نظريته الأصلية، يفترض برونفنبرنر أنه من أجل فهم تطور الإنسان، يجب مراعاة النظام البيئي بأكمله الذي يحدث فيه النمو. يتكون هذا النظام من خمسة أنظمة فرعية مرتّبة اجتماعيًا تدعم وتوجّه تطور الإنسان. يعتمد كل نظام على الطبيعة السياقية لحياة الشخص ويقدم تنوعًا متزايدًا من الخيارات ومصادر النمو. علاوة على ذلك، يوجد داخل كل نظام وحوله تأثيرات ثنائية الاتجاه. تعني هذه التأثيرات ثنائية الاتجاه أن العلاقات تؤثر في اتجاهين، بعيدًا عن الفرد ونحوه.
لأنه من المحتمل أن نتمكّن من الوصول إلى هذه الأنظمة الفرعية، فإننا قادرون على الحصول على المزيد من المعرفة الاجتماعية ومجموعة متزايدة من الاحتمالات لحل مشكلات التعلم والوصول إلى أبعاد جديدة من الاستكشاف الذاتي.

### النظام المصغر
النظام المصغر هو الطبقة الأقرب للطفل ويحتوي على الهياكل التي يكون الطفل على اتصال مباشر بها. يشمل النظام المصغر التفاعلات والعلاقات التي يكوّنها الطفل مع محيطه المباشر مثل الأسرة أو المدرسة أو الحي أو بيئات رعاية الأطفال. على مستوى النظام المصغر، تكون التأثيرات ثنائية الاتجاه هي الأقوى ولها التأثير الأكبر في الطفل. ومع ذلك، يمكن أن تؤثر التفاعلات التي تحدث على المستويات الخارجية في الهياكل الداخلية. تمثل هذه البيئة الأساسية حيّز الطفل في بداية تعلّمه عن العالم. باعتباره أكثر أماكن التعلم قربًا من الطفل، فإنه يوفر له نقطة مرجعية للعالم. قد يكون النظام المصغر محور تنشئة الطفل أو يصبح مجموعة مؤرقة من الذكريات. إن القوة الحقيقية في هذه المجموعة الأولية من العلاقات المتداخلة مع الأسرة بالنسبة للطفل هي ما يختبره فيما يتعلق بتنمية الثقة والتبادل مع الأشخاص المهمين بالنسبة له. الأسرة هي النظام المصغر الأول الذي يحيط بالطفل ويتعلم منه كيف يعيش. يمكن أن تساعد علاقات الرعاية التي تنشأ بين الطفل والأبوين (أو مقدمي الرعاية الآخرين) في تكوين شخصية سليمة. على سبيل المثال، تقدم سلوكيات تعلّق الوالدين للأطفال أول تجربة لبناء الثقة.

### النظام المتوسط
ينقلنا النظام المتوسط إلى ما بعد العلاقة الثنائية. تربط الأنظمة المتوسطة بين نظامين أو أكثر يعيش فيها الطفل والأبوين والأسرة. توفر الأنظمة المتوسطة الاتصال بين هياكل النظام المصغر للطفل. مثلًا، تمثّل العلاقة بين معلم الطفل ووالديه، أو بين كنيسته وجواره، نظامًا متوسطًا.